# Ермаков, Сергей Михайлович
Серге́й Миха́йлович Ермако́в (род. 9 декабря 1930, Луганск) — советский и российский математик, доктор физико-математических наук (1973), профессор, заведующий кафедрой статистического моделирования математико-механического факультета Санкт-Петербургского университета, лауреат Государственной премии СССР, действительный член Международной академии наук Высшей школы. Специалист в области теории и приложений метода Монте-Карло и планирования стохастического эксперимента.

## Биография
Ермаков Сергей родился в Луганске 9 декабря 1930 года.
В 1953 году окончил Ленинградский государственный университет (ЛГУ) математико-механический факультет.
С 1956 по 1964 год работал сначала научным сотрудником, потом руководителем лаборатории в Физико-энергетическом институте (ФЭИ) в Обнинске.

## Научная деятельность
Научная деятельность С. М. Ермакова, особенно в начальный период, испытала несомненное влияние академиков Г. И. Марчука, Ю. В. Линника, С. Л. Соболева. Академик Г. И. Марчук был руководителем его кандидатской диссертации. В семинаре по статистике под руководством академика Ю. В. Линника он участвовал в течение ряда лет (здесь докладывались результаты его докторской диссертации). Сергей Михайлович был непременным участником школ по кубатурным формулам под руководством академика С. Л. Соболева. Одной из основных областей его научных интересов по-прежнему остается теория метода Монте-Карло работы по оцениванию многомерных интегралов, исследованию генераторов псевдослучайных чисел, вероятностному решению линейных и нелинейных интегральных уравнений способствовали превращению этого вычислительного метода из набора полуэмпирических приемов в достаточно строго очерченный раздел математики.
За время своей многогранной деятельности им решен также широкий круг прикладных задач:
- в области прохождения излучений через вещество;
- в области моделирования сложных систем;
- в области решения нелинейных задач жидкости и газа;
- в области обоснования и развития стохастических вычислительных методов.

За последние годы м совместно с его коллегами и учениками получен ряд принципиально важных научных результатов, среди которых:
- Оценка сравнительной сложности детерминированных и стохастических методов решения систем линейных алгебраических уравнений. Показано, что метод Монте-Карло может быть предпочтительным при решении систем больших размерностей. Одна из работ в этом направлении выполнена совместно с известным американским ученым Дж. Холтоном;
- Обнаружен новый эффект — стохастическая неустойчивость некоторых алгоритмов метода Монте-Карло. Эффект проявляется, в частности, при решении уравнений гиперболического типа. Получены достаточные, близкие к необходимым условия стохастической устойчивости, установлена связь со свойствами асинхронности и параллелизма алгоритмов (Работы совместные с немецким ученым В. Вагнером и аспирантами Адамовым и Гладковой);
- В связи с исследованием детерминированных методов моделирования случайности, изучены некоторые свойства последовательности дробных долей показательной функции;
- В связи с методами квази Монте-Карло получены обобщения неравенства Коксма-Хлавки. Изучены некоторые стохастические свойства квазислучайных чисел. Предложены новые методы уменьшения конструктивной размерности при моделировании цепей Маркова;
- Наконец, удалось построить эффективные методы моделирования дельта-квадрат распределения, введенного в рассмотрение С. М. Ермаковым и В. Г. Золотухиным ещё в 1960 году. Это позволило, в частности, предложить удобные методы построения точных D-оптимальных планов регрессионного эксперимента.

Научная школа, созданная С. М. Ермаковым, хорошо известна специалистам в России и за рубежом. Непосредственно под его руководством выполнены 38 кандидатских и 7 докторских диссертаций. Среди его учеников такие видные ученые, как Вольфганг Вагнер — специалист в области решения методом Монте-Карло уравнений Больцмана и Смолуховского (Институт прикладного анализа и стохастики, Берлин), А. А. Жиглявский — специалист широкого профиля в области математической статистики и её приложений (зав. кафедрой статистики, Университет Кардиффа, Великобритания), В. Б. Мелас — профессор кафедры статистического моделирования, разработавший новые методы планирования эксперимента при нелинейной параметризации и др.
Возглавляемая С. М. Ермаковым с 1978 года кафедра статистического моделирования является инициатором проведения международных конференций (ST. Petersburg Workshop on Simulation: 1994, 1996, 1998, 2001,2005).. Последнее такое совещание собрало 130 ученых из различных стран мира.
С. М. Ермаковым написано 8 монографий и 3 учебника. Список его трудов насчитывает более 200 наименований.
Выдержка из статьи, посвященной семидесятипятилетию С. М. Ермакова. Вестник СПбГУ, сер. 1, вып.2, 2006, стр. 3-6

## Основные работы
Монографии
- Ермаков С. М. Метод Монте-Карло и смежные вопросы, сер. «Теория вероятностей и математическая статистика», Москва, изд."Наука", 1971 г.
- Ермаков С. М. Метод Монте-Карло и смежные вопросы, издание второе, дополненное, серия «Теория вероятностей и математическая статистика»,.Москва, изд."Наука", 1975 г. Книга переведена на ряд иностранных языков:
  - Die Monte Carlo Methode und verwandte Fragen, VEB Deutscher Verlag der Wissenschaften, 1975, Berlin
  - Die Monte Carlo Methode und verwandte Fragen, R.Oldenburg Verlag, 1975, Munich, Wien.
  - Metoda Monte Carlo i zagad-« nienia pokrewne, Panstwome Wydawnictwo naukowe, 1976, Warszawa
  - Metoda Monte Carlo si probleme intrudite, Editura technica, 1976, Bucuresti.
- Ермаков С. М., Жиглявский А. А., Козлов В. П.,Меласс В. Б. и др. Математическая теория планировании эксперимента, сер. „Справочная математическая библиотека“, Москва, изд. „Наука“, 1983 г.
- Ермаков С. М., Некруткин В. В., Сипин А. С. Случайные процессы для решения классических уравнений математической физики, Москва, изд. „Наука“, 1984 г.
- Ermakov S.M., Nekrutkin V.V., Sipin A.S. Random Processes for Classical Equations of Mathematical Physics, Kluwer Acad. Publ., 1989.
- Ермаков С. М., Мелас В. Б. Математический эксперимент с моделями сложных стохастических систем, Санкт-Петербург, изд. СПбГУ, 1993 г.
- Ermakov S.M., Melas V.B. Design and Analysis of Simulation Experiments, Kluwer Acad. Publishers, 1995.
- Ермаков С. М., Расулов А. С., Бакоев, Веселовская А. З. Избранные алгоритмы метода Монте-Карло», Ташкент, изд. Ташкентского госуниверситета, 1992 г.
- Ермаков С. М. Метод Монте-Карло в вычислительной математике. Вводный курс. Бином. Москва,Невский Диалект. С-Петербург,2009

Учебники
- «Курс статистического моделирования», Москва, изд. «Наука», 1976 г. совместно с Михайловым Г. А.
- Статистическое моделирование, — издание второе, дополненное, Москва, изд. «Наука», 1982 г. совместно с Михайловым Г. А.
- «Математическая теория оптимального эксперимента», Москва, изд. «Наука», 1987 г., в соавторстве с Жиглявским А. А.
- Учебное пособие по курсу «Статистическое моделирование», Часть 1. Моделирование распределений", Часть П. Интегралы. Интегральные уравнения", Часть Ш. Рекуррентные процедуры, Нелинейные уравнения", Санкт-Петербург, изд. НИИХ СПбГУ, 2003, 2005, 2006 гг.